# Soolamangalam Sisters
Soolamangalam Jayalakshmi (Tamil: சூலமங்கலம் ஜெயலட்சுமி) y Soolamangalam Rajalakshmi (Tamil: சூலமங்கலம் ராஜலட்சுமி), popularmente conocidas como Soolamangalam Sisters (Tamil: சூலமங்கலம் சகோதரிகள்), fue un dúo de música Carnatic de la India, ambas son hermanas cantantes y músicos conocidas por sus temas musicales devocionales en tamil. Ellas fueron las primeras intérpretes en la tendencia de formar un dúo para la música carnática, comenzaron en la década de los años 1950, a la par de artistas como Radha Jayalakshmi y posteriormente como  Bombay Sisters, Ranjani-Gayatri y Priya Sisters.

## Biografía
Nacidas como las hermanas Soolamangalam, cerca de Tanjore, un pueblo con patrimonio musical, hijas de Karnam Ramaswmai Ayyar y Janaki Ammal, ambas hermanas tuvieron su formación musical de KG Murthi de Soolamangalam, Pathamadai S.Krishnan, Mayavaram Venugopalayyar. 
El dúo de hermanas fueron muy populares por su interpretación, en canciones nacionales y devocionales. Tenían una práctica agitada durante tres décadas y fueron muy solicitadas para proporcionar su música de fondo para películas. Su álbum "Kanda Shasti Kavasam" fue muy popular entre los devotos de Lord Muruga.

## Notables canciones
| Canción              | Álbumes                    |
| -------------------- | -------------------------- |
| Kanda shasti kavasam | Kanda shasti kavasam album |
| Skanda Guru kavasam  | Kanda shasti kavasam album |

## Premios
- Muruga Ganamrtha
- Kuyil Isai Thilakam
- Isaiarasi
- Nadhakanal
- Kalaimamani in 1992 by Tamil Nadu Eyal Isai Nataka Mandram.

## Filmografía
| Año  | Película                              | Idioma | Canción                                           | Música                                       | Co-intérprete                                        |
| ---- | ------------------------------------- | ------ | ------------------------------------------------- | -------------------------------------------- | ---------------------------------------------------- |
| 1948 | Krishna Bakthi                        | Tamil  | Kanavil Kandene Kannan Mel Kaadhal Kondene        | G. Ramanathan                                |                                                      |
| 1952 | Aan                                   | Tamil  | Naan Raaniye Rajavin                              | Naushad                                      |                                                      |
| 1952 | Aan                                   | Tamil  | Aa Sududhe En Maname                              | Naushad                                      |                                                      |
| 1954 | Viduthalai                            | Tamil  | Inidhaana Thendral                                | Letchumanan Kurunath                         |                                                      |
| 1954 | Thuli Visham                          | Tamil  | Sammadhitthaal Endrum Sandhoshame                 | K. N. Thandayuthapani Pillai                 | K. R. Ramaswamy                                      |
| 1954 | Thuli Visham                          | Tamil  | Nandraga Vaazha Vendum                            | K. N. Thandayuthapani Pillai                 |                                                      |
| 1954 | Kalyanam Panniyum Brammachari         | Tamil  | Azhage Anandham                                   | T. G. Lingappa                               |                                                      |
| 1957 | Baagyavathi                           | Tamil  | Paruvam Kondu Asaindhu Aadum                      | S. Dakshinamurthy                            |                                                      |
| 1959 | Thaiyai Pola Pillai Noolai Pola Selai | Tamil  | Sandhegam Theeradha Viyadhi                       | K. V. Mahadevan                              |                                                      |
| 1957 | Thangamalai Ragasiyam                 | Tamil  | Arul Puriyavo Jegannatha                          | T. G. Lingappa                               |                                                      |
| 1957 | Raja Rajan                            | Tamil  | Aadum Azhage Azhagu                               | K. V. Mahadevan                              | P. Leela                                             |
| 1957 | Baktha Markandeya                     | Tamil  | Anbin Uruve Neeye                                 | Viswanathan Ramamoorthy                      | P. B. Srinivas                                       |
| 1957 | Baktha Markandeya                     | Tamil  | Andasaraasarangal                                 | Viswanathan Ramamoorthy                      |                                                      |
| 1958 | Neelavukku Niranja Manasu             | Tamil  | Otrumaye Namakku Uyirnadi                         | K. V. Mahadevan                              | Jikki                                                |
| 1958 | Neelavukku Niranja Manasu             | Tamil  | Kannaikkavarum Baradhakalai                       | K. V. Mahadevan                              |                                                      |
| 1958 | Neelavukku Niranja Manasu             | Tamil  | Singara Sangeethame                               | K. V. Mahadevan                              | Jikki & A. G. Rathnamala                             |
| 1958 | Sabaash Meena                         | Tamil  | Chitthiram Pesudhadi                              | T. G. Lingappa                               |                                                      |
| 1958 | Sabaash Meena                         | Tamil  | Nalla Vaazhvu Kaanalaame                          | T. G. Lingappa                               |                                                      |
| 1958 | Nalla Idathu Sambantham               | Tamil  | Jaalam Seivadhu Niyayama                          | K. V. Mahadevan                              | M. R. Radha (dialogues)                              |
| 1958 | Nalla Idathu Sambantham               | Tamil  | Sonnalum Ketpadhillai                             | K. V. Mahadevan                              |                                                      |
| 1958 | Nalla Idathu Sambantham               | Tamil  | Manamagale Marumagale Vaa Vaa                     | K. V. Mahadevan                              | L. R. Easwari                                        |
| 1959 | Mala Oru Mangala Vilakku              | Tamil  | Naan Aada Nee Paadu Kanna                         | T. G. Lingappa                               |                                                      |
| 1959 | Naalu Veli Nilam                      | Tamil  | Unakkum Enakkum Isaindha Porutham                 | K. V. Mahadevan                              |                                                      |
| 1959 | Naalu Veli Nilam                      | Tamil  | Kaani Nilam Vendum                                | M. K. Athmanathan                            |                                                      |
| 1959 | Thanga Padhumai                       | Tamil  | Varugiraal Ummaithedi                             | Viswanathan Ramamoorthy                      | M. L. Vasanthakumari                                 |
| 1960 | Sivakami                              | Tamil  | Anggum Inggum Aattam Poda                         | K. V. Mahadevan                              | T. M. Soundararajan                                  |
| 1960 | Paavai Vilakku                        | Tamil  | Nee Sititthal Nan Sirippen                        | K. V. Mahadevan                              |                                                      |
| 1960 | Paavai Vilakku                        | Tamil  | Vetkamaaga Irukkudhu Enakku                       | K. V. Mahadevan                              |                                                      |
| 1960 | Padikkadha Medhai                     | Tamil  | Ore Oru Oorile                                    | K. V. Mahadevan                              | T. M. Soundararajan                                  |
| 1960 | Thilakam                              | Tamil  | Sandhegam Enum Oru                                | K. V. Mahadevan                              | S. C. Krishnan                                       |
| 1960 | Thilakam                              | Tamil  | B.O.Y. Boy                                        | K. V. Mahadevan                              | S. C. Krishnan                                       |
| 1960 | Thilakam                              | Tamil  | Maariammaa Enga Mariammaa                         | K. V. Mahadevan                              | L. R. Easwari, S. C. Krishnan, & T. M. Soundararajan |
| 1960 | Thaalaattu                            | Tamil  | Malligaippoo                                      | M. S. Srikanth                               | T. M. Soundararajan                                  |
| 1960 | Petra Manam                           | Tamil  | Paadi Paadi Paadi                                 | S. Rajeswara Rao                             | J. P. Chandrababu                                    |
| 1960 | Ponni Thirunal                        | Tamil  | Ponggi Varum Kaviriye                             | K. V. Mahadevan                              | Seerkazhi Govindarajan & L. R. Easwari               |
| 1960 | Ponni Thirunal                        | Tamil  | Matthalam Kotta Vari Sangam                       | K. V. Mahadevan                              |                                                      |
| 1960 | Ponni Thirunal                        | Tamil  | Naattukkor Thandhaiyadi                           | K. V. Mahadevan                              | Radha Jayalakshmi                                    |
| 1961 | Sabash Mapillai                       | Tamil  | Mutthu Pole Manjal Kotthu Pole                    | K. V. Mahadevan                              | Seerkazhi Govindarajan                               |
| 1961 | Naga Nandhini                         | Tamil  | Valluvan Vedham                                   | R. Sudharsanam                               | Soolamangalam Jayalakshmi                            |
| 1961 | Panam Pandhiyile                      | Tamil  | Thattan Kadaiyile                                 | K. V. Mahadevan                              | T. M. Soundararajan                                  |
| 1961 | Thayilla Pillai                       | Tamil  | Chinna Chinna Ooraniyaam                          | K. V. Mahadevan                              |                                                      |
| 1962 | Konjum Salangai                       | Tamil  | Kaana Kan Kodi Vendum                             | S. M. Subbaiah Naidu                         |                                                      |
| 1962 | Konjum Salangai                       | Tamil  | Orumaiyudan                                       | S. M. Subbaiah Naidu                         |                                                      |
| 1962 | Konjum Salangai                       | Tamil  | Brahmma Thaalam Poda                              | S. M. Subbaiah Naidu                         | Radha Jayalakshmi                                    |
| 1962 | Sengkamalath Theevu                   | Tamil  | Aaduvom Poomaalai Poduvom                         | K. V. Mahadevan                              | L. R. Eswari                                         |
| 1962 | Edhaiyum Thangum Idhaiyam             | Tamil  | Unakkum Enakkum Vegu Thooram Illai                | T. R. Papa                                   |                                                      |
| 1962 | Maadappura                            | Tamil  | Oorukkum Theriyaadhu                              | K. V. Mahadevan                              | T. M. Soundararajan                                  |
| 1962 | Maadappura                            | Tamil  | Oorukkum Theriyaadhu (pathos)                     | K. V. Mahadevan                              |                                                      |
| 1962 | Maadappura                            | Tamil  | Kannirandum Thevaiyillai                          | K. V. Mahadevan                              |                                                      |
| 1962 | Maadappura                            | Tamil  | Sirikka Therinthaal Podhum                        | K. V. Mahadevan                              | T. M. Soundararajan                                  |
| 1962 | Maadappura                            | Tamil  | Manadhil Konda Asaiye                             | K. V. Mahadevan                              | P. Suseela                                           |
| 1962 | Indra En Selvam                       | Tamil  | Kannipparuvam Aval                                | H. R. Padmanabha Sasthri & C. N. Pandurangan | P. B. Sreenivas                                      |
| 1962 | Indra En Selvam                       | Tamil  | Thitthikkum Thamizhile                            | H. R. Padmanabha Sasthri & C. N. Pandurangan | Soolamangalam Jayalakshmi                            |
| 1962 | Azhagu Nila                           | Tamil  | Thithiukkum Thamizhile Muthu Muthaai Ennam        | K. V. Mahadevan                              |                                                      |
| 1962 | Pattinathar                           | Tamil  | Thanga Bommai Pole                                |                                              |                                                      |
| 1963 | Paar Magale Paar                      | Tamil  | Vetkkamaai Irukkudhadi                            | Viswanathan Ramamoorthy                      | P. Leela                                             |
| 1963 | Kungumam                              | Tamil  | Kungumam Mangala Mangaiyin Kungumam               | K. V. Mahadevan                              | P. Suseela                                           |
| 1963 | Karnan                                | Tamil  | Poi Vaa Magale Poi Vaa                            | Viswanathan Ramamoorthy                      |                                                      |
| 1963 | Thulasi Maadam                        | Tamil  | Maiyai Thottu Ezhuthiyavar                        | K. V. Mahadevan                              | S. Janaki                                            |
| 1964 | Magale Un Samatthu                    | Tamil  | Annamidum Karangalinaal                           | G. K. Venkatesh                              | L. R. Easwari                                        |
| 1964 | Muradan Muthu                         | Tamil  | Sevvandhi Poochendu                               | T. G. Lingappa                               |                                                      |
| 1965 | Naanal                                | Tamil  | Kuyil Koovi Thuyilezhuppa                         | V. Kumar                                     |                                                      |
| 1966 | Motor Sundaram Pillai                 | Tamil  | Thulli Thulli Vilaiyaada                          | K. V. Mahadevan                              | P. Suseela & L. R. Easwari                           |
| 1966 | Gowri Kalyanam                        | Tamil  | Vellai Kamalathile                                | M. S. Viswanathan                            |                                                      |
| 1966 | Gowri Kalyanam                        | Tamil  | Thiruppugazhai Paada Paada                        | M. S. Viswanathan                            | P. Suseela                                           |
| 1967 | Kandhan Karunai                       | Tamil  | Thirupparang Kundratthil Nee Siritthaal           | Kunnakkudi Vaidyanathan                      | P. Suseela                                           |
| 1967 | Kandhan Karunai                       | Tamil  | Aarumugam Aana Porul                              | K. V. Mahadevan                              | K. Jamuna Rani & S. Janaki                           |
| 1967 | Sundara Moorthy Nayanar               | Tamil  | Thalaiye Nee Vanangaai                            | S. M. Subbaiah Naidu                         |                                                      |
| 1967 | Sundara Moorthy Nayanar               | Tamil  | Parakkum En Killaigaal                            | S. M. Subbaiah Naidu                         |                                                      |
| 1967 | Sundara Moorthy Nayanar               | Tamil  | Maadhar Pirai Kanniyaarai                         | S. M. Subbaiah Naidu                         | Seerkazhi Govindarajan                               |
| 1966 | Bama Vijayam                          | Tamil  | Aani Muthu Vaangi Vandhen                         | M. S. Viswanathan                            | P. Suseela & L. R. Easwari                           |
| 1967 | Thanga Valaiyal                       | Tamil  | Sonnale Vaai Manakkum Velmuruga                   | K. V. Mahadevan                              |                                                      |
| 1967 | Pesum Dheivam                         | Tamil  | Noorandu Kaalam Vaazhga                           | K. V. Mahadevan                              | L. R. Eswari & Sarala                                |
| 1968 | Thirumal Perumai                      | Tamil  | Kaakkai Chiraginile                               | K. V. Mahadevan                              |                                                      |
| 1970 | Kanmalar                              | Tamil  | Thodudaiya Seviyan.... Odhuvaar Un Peyar Odhuvaar | K. V. Mahadevan                              | M. Balamurali Krishna                                |
| 1970 | Vietnam Veedu                         | Tamil  | Endrum Pudhidhaaga                                | K. V. Mahadevan                              | P. Suseela & A. L. Raghavan                          |
| 1970 | Jeevanaadi                            | Tamil  | Aruvi Magal Alaiosai                              | Soolamangalam Sisters                        | K. J. Yesudas                                        |
| 1971 | Kulama Gunama                         | Tamil  | Muthe Maragadhame....Pillai Kali Theera           | K. V. Mahadevan                              | P. Suseela                                           |
| 1972 | Dheivam                               | Tamil  | Varuvaandi Tharuvaandi Malaiyaandi                | Kunnakkudi Vaidyanathan                      | M. R. Vijaya                                         |
| 1972 | Appa Tata                             | Tamil  | Illadha Pillaikku Naan                            | V. Kumar                                     |                                                      |
| 1972 | Ragasiya Penn 117                     | Tamil  | Aasai Roja Paaru                                  | C. N. Pandurangan                            |                                                      |
| 1973 | Maruppiravi                           | Tamil  | Kaveri Maandhoppu Kaniyo                          | T. R. Papa                                   |                                                      |
| 1974 | Gumastavin Magal                      | Tamil  | Ezhuthi Ezhuthi Pazhagi Vandhen                   | Kunnakkudi Vaidyanathan                      |                                                      |
| 1974 | Gumastavin Magal                      | Tamil  | Therodum Veedhiyile Dharisikka Kaathirundhen      | Kunnakkudi Vaidyanathan                      |                                                      |
| 1974 | Tiger Thathachari                     | Tamil  | Kalyanam Oru Vizha                                | Soolamagalam Sisters                         | T. M. Soundararajan                                  |
| 1977 | Sorgam Naragam                        | Tamil  | Sendhoor Nizhalil                                 | Shankar Ganesh                               |                                                      |
| 1977 | Sri Krishna Leelai                    | Tamil  | Anbe Uyarndhadhu                                  | S. V. Venkatraman                            | T. V. Rathinam                                       |
| 1984 | Pillaiyar                             | Tamil  | Pillaiyar Pillaiyar                               | Soolamangalam Sisters                        | Soolamangalam Jayalakshmi                            |
| 1984 | Pillaiyar                             | Tamil  | Kallanalum Kadavul Illaiya                        | Soolamangalam Sisters                        |                                                      |